# Rio Andirá (vattendrag i Brasilien, Pará)
Rio Andirá är ett vattendrag i Brasilien.   Det ligger i delstaten Pará, i den centrala delen av landet, 1 600 km nordväst om huvudstaden Brasília.
Runt Rio Andirá är det mycket glesbefolkat, med 3 invånare per kvadratkilometer.